# Archimedes-Cad
Archimedes - "The Open CAD" - (aka Arquimedes) is een computer-aided design (CAD) programma dat ontwikkeld wordt door een aantal studenten informatica en bouwkunde.
Het project is gestart in juni 2005, maar het echte ontwikkelen begon pas in maart 2006. Voorlopig richt het project zich op het realiseren van een simpel tekenbord voor architecten. Uiteindelijk is men van plan, een programma neer te zetten dat vergelijkbaar is met autocad.
Het programma maakt gebruik van Java en is daarom crossplatform. Met open source Java in het vooruitzicht zal het uiteindelijk op elk platform kunnen draaien.
Van het programma bestaat vooralsnog alleen een bèta.